# Sanford (Floryda)
Sanford – miasto w Stanach Zjednoczonych, w stanie Floryda, siedziba administracyjna hrabstwa Seminole.

## Miasta partnerskie
- Deltona